# Kostelní Myslová
Kostelní Myslová là một làng thuộc huyện Jihlava, vùng Vysočina, Cộng hòa Séc.